# Jan Wayne
Jan Wayne, nome d'arte di Jan Christiansen (Husum, 11 gennaio 1974), è un disc jockey tedesco.
È un dj di musica elettronica e produttore di musica dance conosciuto per i suoi remix.

## Discografia

### Album
- 2002 - Back Again
- 2003 - Gonna Move Ya

### Singoli
- 2001 - "Total Eclipse of the Heart"
- 2002 - "Because the Night"
- 2002 - "Only You"
- 2002 - "More Than a Feeling"
- 2003 - "Love Is a Soldier"
- 2003 - "1,2,3 (Keep the Spirit Alive)"
- 2004 - "Here I Am (Send Me an Angel)"
- 2005 - "Mad World"
- 2006 - "Time to Fly"
- 2006 - "All Over the World"
- 2007 - "I Touch Myself"
- 2007 - "She's Like the Wind"